# Фортуна (Йоррінг)
Жіночий футбольний клуб «Фортуна» Йоррінг (дан. Dameboldklubben Fortuna Hjørring) — данський жіночий футбольний клуб з Йоррінга, заснований у 1966 році. Виступає у Вищому дивізіоні. Домашні матчі приймає на стадіоні «Йоррінг», місткістю 5 000 глядачів.

## Досягнення
Elitedivisionen
- Чемпіон (11): 1994, 1995, 1996, 1999, 2002, 2009, 2010, 2014, 2016, 2018, 2020

Кубок Данії
- Володар (10): 1995, 1996, 2000, 2001, 2002, 2006, 2008, 2016, 2019, 2022

Кубок УЄФА
- Фіналіст (1): 2003

## Виступи в єврокубках
Усі результати (на виїзді, вдома та загальні результати) першими вказують голи Фортуни
| Сезон     | Турнір              | Раунд                        | Суперник                | На виїзді | Вдома  | Загальний |
| --------- | ------------------- | ---------------------------- | ----------------------- | --------- | ------ | --------- |
| 2002–2003 | Кубок УЄФА          | кваліфікаційний раунд        | «Кодру» Аненій-Ной      | 5–0       | –      | –         |
| 2002–2003 | Кубок УЄФА          | кваліфікаційний раунд        | «Брєйдаблік»            | 9–0       | –      | –         |
| 2002–2003 | Кубок УЄФА          | кваліфікаційний раунд        | «Бобруйчанка» Бобруйськ | 3–0       | –      | –         |
| 2002–2003 | Кубок УЄФА          | 1/4                          | СК «Тронгейм»           | 2–2 a     | 1–0    | 3–2       |
| 2002–2003 | Кубок УЄФА          | 1/2                          | «Арсенал» Лондон        | 5–1       | 3–1 a  | 8–2       |
| 2002–2003 | Кубок УЄФА          | фінал                        | «Умео»                  | 1–4 a     | 0–3    | 1–7       |
| 2009–2010 | Ліга чемпіонів УЄФА | 1/16                         | «Бордоліно» Верона      | 1–2       | 4–0 a  | 5–2       |
| 2009–2010 | Ліга чемпіонів УЄФА | 1/8                          | «Олімпік» Ліон          | 0–5       | 0–1 a  | 0–6       |
| 2010–2011 | Ліга чемпіонів УЄФА | 1/16                         | «Бордоліно» (Верона)    | 6–1       | 8–0 a  | 14–1      |
| 2010–2011 | Ліга чемпіонів УЄФА | 1/8                          | «ФКР 2001 Дуйсбург»     | 2–4 a     | 0–3    | 2–7       |
| 2011–2012 | Ліга чемпіонів УЄФА | 1/16                         | «Янг Бойз»              | 3–0 a     | 2–1    | 5–1       |
| 2011–2012 | Ліга чемпіонів УЄФА | 1/8                          | «Геккен»                | 2–3       | 0–1 a  | 2–4       |
| 2012–2013 | Ліга чемпіонів УЄФА | 1/16                         | «Глазго Сіті»           | 2–1 a     | 0–0    | 2–1       |
| 2012–2013 | Ліга чемпіонів УЄФА | 1/8                          | «Геккен»                | 2–3       | 1–1 a  | 3–4       |
| 2013–2014 | Ліга чемпіонів УЄФА | 1/16                         | «Таваньякко»            | 2–3 a     | 2–0    | 4–3       |
| 2013–2014 | Ліга чемпіонів УЄФА | 1/8                          | «Тиреше»                | 0–4       | 1–2 a  | 1–6       |
| 2014–2015 | Ліга чемпіонів УЄФА | 1/16                         | «Атлетіку Уріенсі»      | 3–0 a     | 6–0    | 9–0       |
| 2014–2015 | Ліга чемпіонів УЄФА | 1/8                          | «Русенгорд»             | 1–2 a     | 0–2    | 1–4       |
| 2015–2016 | Ліга чемпіонів УЄФА | 1/16                         | «Мінськ»                | 2–0 a     | 4–0    | 6–0       |
| 2015–2016 | Ліга чемпіонів УЄФА | 1/8                          | «Брешія»                | 0–1 a     | 1–1    | 1–2       |
| 2016–2017 | Ліга чемпіонів УЄФА | 1/16                         | «Атлетик» Більбао       | 1–2 a     | 3–1 дч | 4–3       |
| 2016–2017 | Ліга чемпіонів УЄФА | 1/8                          | «Брешія»                | 1–0 a     | 3–1    | 4–1       |
| 2016–2017 | Ліга чемпіонів УЄФА | 1/4                          | «Манчестер Сіті»        | 0–1       | 0–1 a  | 0–2       |
| 2017–2018 | Ліга чемпіонів УЄФА | 1/16                         | «Фіорентіна»            | 1–2 a     | 0–0    | 1–2       |
| 2018–2019 | Ліга чемпіонів УЄФА | 1/16                         | «Фіорентіна»            | 0–2 a     | 0–2    | 0–4       |
| 2019–2020 | Ліга чемпіонів УЄФА | 1/16                         | «Влазнія»               | 1–0 a     | 2–0    | 3–0       |
| 2019–2020 | Ліга чемпіонів УЄФА | 1/8                          | «Олімпік» Ліон          | 0–4 a     | 0–7    | 0–11      |
| 2020–2021 | Ліга чемпіонів УЄФА | 1/16                         | «Помур'я»               | 3–0 a     | 3–2    | 6–2       |
| 2020–2021 | Ліга чемпіонів УЄФА | 1/8                          | «Барселона»             | 0–4 a     | 0–5    | 0–9       |
| 2022–2023 | Ліга чемпіонів УЄФА | перший кваліфікаційний раунд | «Айнтрахт» Франкфурт    | –         | 0–2    | –         |
| 2022–2023 | Ліга чемпіонів УЄФА | перший кваліфікаційний раунд | «Крістіанстад»          | 2–3 дч    | –      | –         |

a - перша гра